# NT Gundam Cover
Albums de Nami Tamaki
Ready!
(2011)
NT Gundam Cover est un album de reprises de Nami Tamaki sous le label Universal Music Japan, il est sorti le 25 juin 2014 au Japon. Il arrive 38e à l'Oricon et reste classé quatre semaines pour un total de 5 268 exemplaires vendus. Cet album célèbre les 35 ans de la série Mobile Suit Gundam.

## Liste des titres
| 1.  | Meguriai (めぐりあい (reprise de Inoue Daisuke))                                                                    |  |
| 2.  | Arashi no Naka de Kagayaite with Toshiyuki Kishi (嵐の中で輝いて (reprise de Yonekura Chihiro))                     |  |
| 3.  | Men of Destiny (reprise de MIO)                                                                                     |  |
| 4.  | Z Toki wo Koete (Z・刻を越えて (reprise de Ayakawa Mami))                                                           |  |
| 5.  | Silent Voice (サイレントヴォイス (reprise de Hiroe Jun))                                                            |  |
| 6.  | Eternal Wind ~Hohoemi wa Hikaru Kaze no Naka~ (ETERNAL WIND ～ほほえみは光る風の中～ (reprise de Moriguchi Hiroko)) |  |
| 7.  | Umi Yori mo Fukaku (海よりも深く (reprise de Sai Etsuko))                                                           |  |
| 8.  | Just Communication (reprise de TWO-MIX)                                                                             |  |
| 9.  | Dreams (reprise de ROmantic Mode)                                                                                   |  |
| 10. | Akatsuki no Kuruma (暁の車 (reprise de FictionJunction YUUKA))                                                      |  |
| 11. | Believe -NT Gundam Cover ver.-                                                                                      |  |